# Britské ozbrojené síly

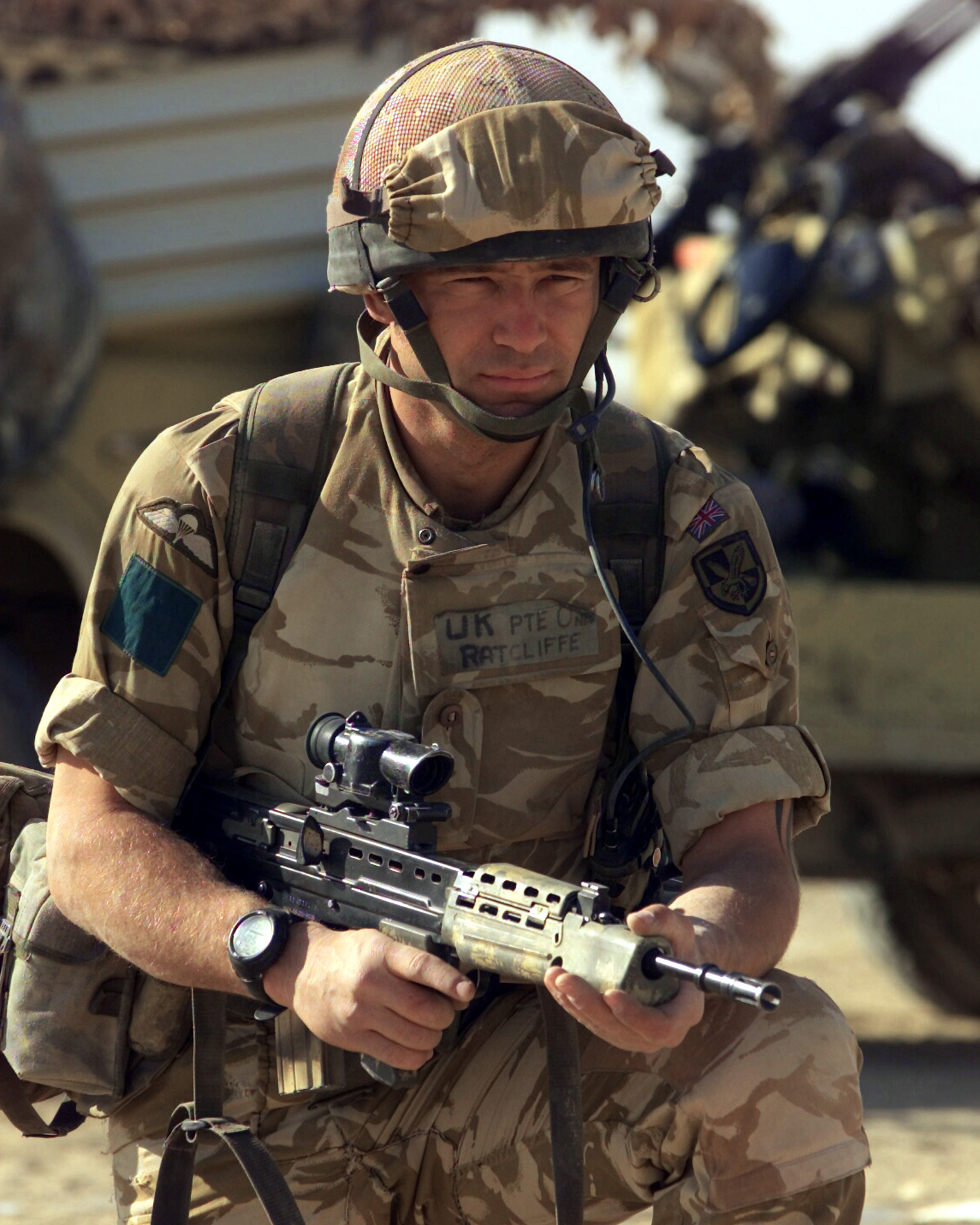
Britský voják v Iráku

Ozbrojené síly Spojeného království, běžně známé jako Britské ozbrojené síly (anglicky British Armed Forces), či jako Ozbrojené síly Jeho Veličenstva (anglicky: His Majesty's Armed Forces) zahrnují královské letectvo, námořnictvo a Britskou armádu. S celkovým počtem 429 500 vojáků k roku 2006 (195 900 pravidelná služba, 191 300 pravidelní rezervisté a 42 300 dobrovolní rezervisté) se řadí mezi největší evropské armády. Vrchním velitelem Britských ozbrojených sil je britský král Karel III. Jejich organizace a činnost je řízena Ministerstvem obrany.

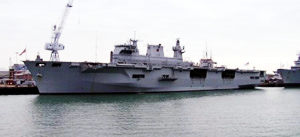
Britská výsadková loď HMS Ocean (L12)
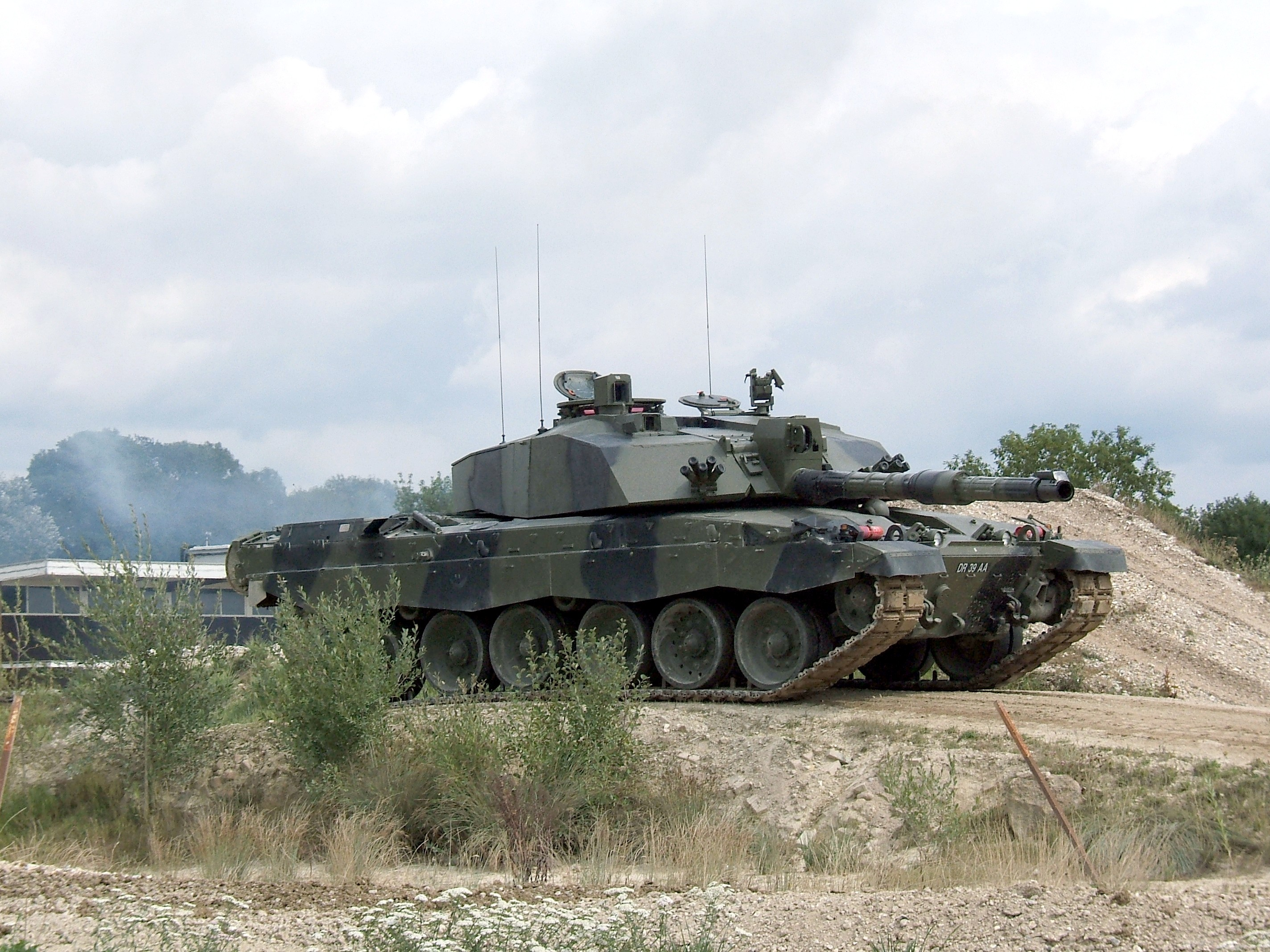
Challenger 2 (hlavní britský tank)
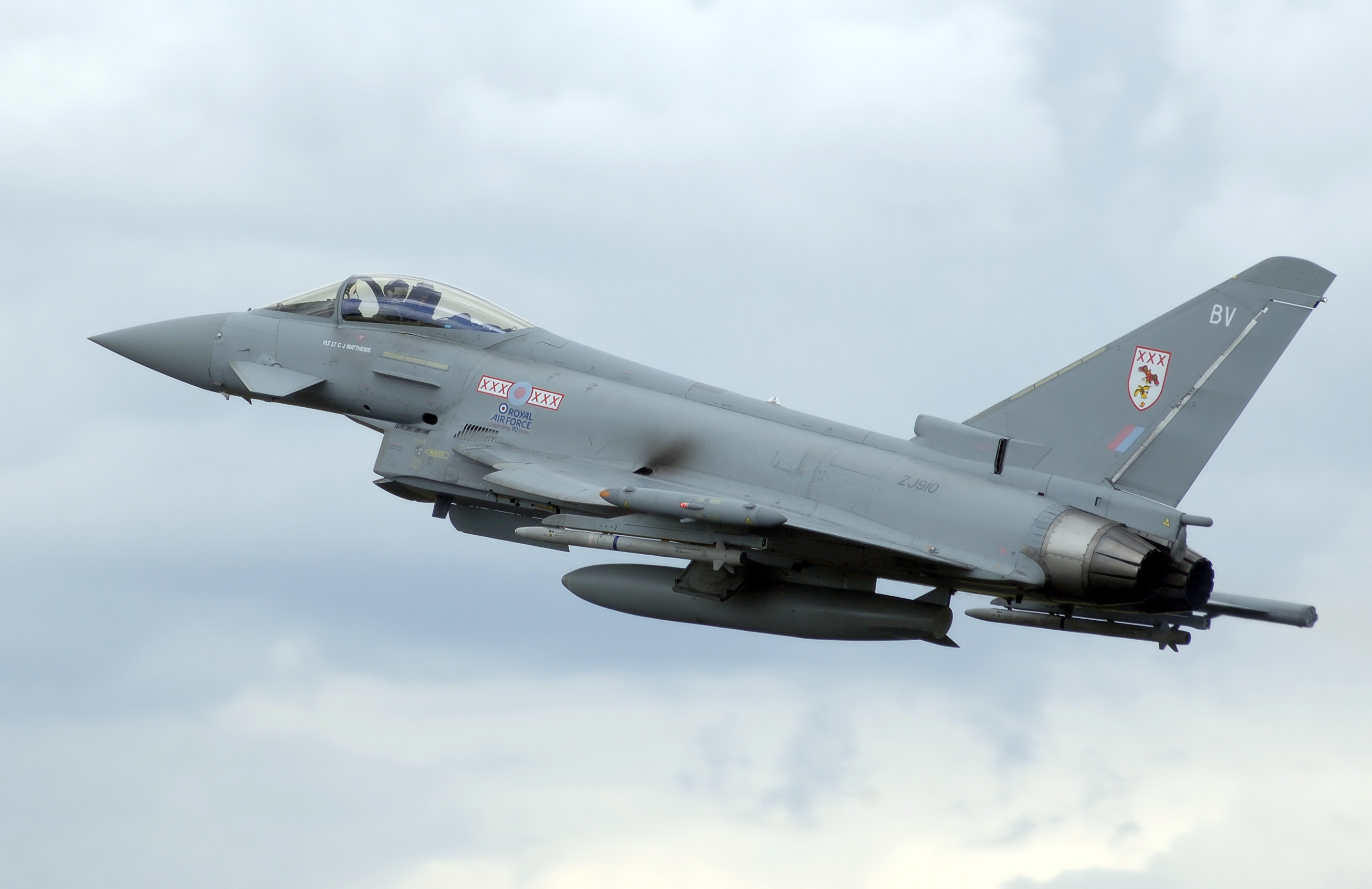
Eurofighter Typhoon